# Carmen (film 1907 Francia)
Carmen è un cortometraggio muto del 1907. Non si conosce il nome del regista che non viene riportato nei credit.
Fu uno dei primi esperimenti di cinema sonoro, con la pellicola sonorizzata con un sistema chiamato Ciné-Phono, che sincronizzava la musica del fonografo al film.

## Produzione
Il film fu prodotto dalla Pathé Frères.

## Distribuzione
Il film - un cortometraggio di 55 metri - fu distribuito dalla Pathé Frères.